# Prinzenpalais (Bad Lippspringe)

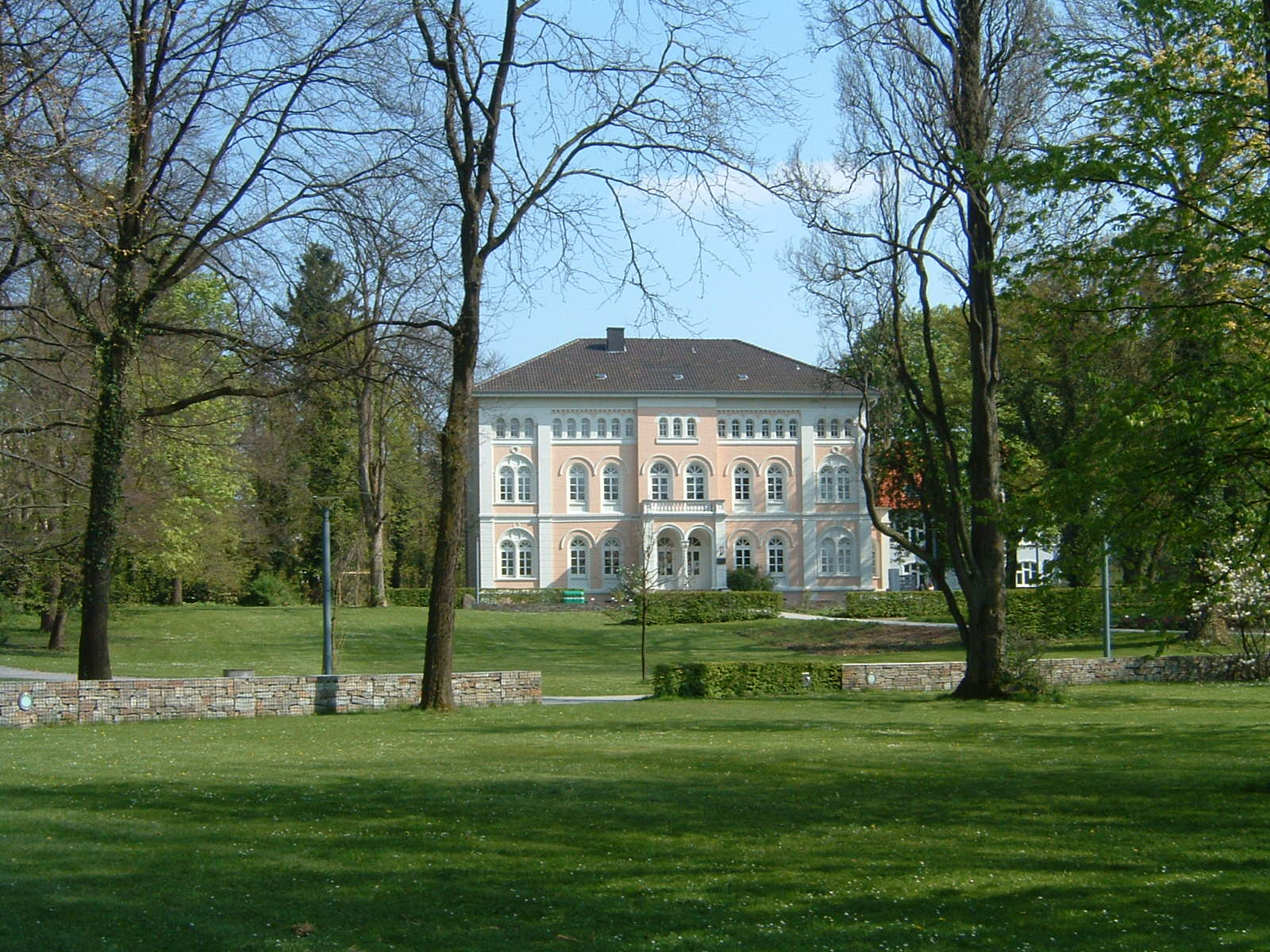
Prinzenpalais

Das Prinzenpalais ist ein denkmalgeschütztes Profangebäude in Bad Lippspringe, einer Stadt im Kreis Paderborn (Nordrhein-Westfalen). Im Gebäude befindet sich das NABU Natur-Infozentrum Senne mit einer Ausstellung.

## Geschichte und Architektur
Der zweigeschossige Putzbau mit einem Mezzanin wurde 1854/55 als zweites Kurhaus errichtet. Es diente in den darauf folgenden Jahren dem Herzog Adolf von Nassau als Unterkunft bei seinen Jagden in der nahen Senne. Die reich gegliederte Fassade im Rundbogenstil zeigt zum Park. Das Innere wurde 1979 umfassend umgebaut. Die seitlichen Achsen sind durch Lisenen betont, die Oberflächen sind durch Nutung, Quaderung und glatte Flächen differenziert. Der Eingang im Mittelrisalit unter einem Altan ist über eine Freitreppe begehbar.

## Heutige Nutzung
Zur Weltausstellung Expo 2000 wurde im Prinzenpalais ein Informations- und Dokumentationszentrum „Naturschutz und Militär auf dem Truppenübungsplatz Senne“ eingerichtet. 2015 erneuerte der Naturschutzbund (NABU) Kreisverband Paderborn mit Unterstützung der Stiftung Umwelt und Entwicklung die Ausstellung "Faszination Senne" im 1. OG. Seither betreibt der NABU die Einrichtung unter der Bezeichnung "NABU Natur-Infozentrum Senne im Prinzenpalais".
2016 wird das Gebäude mit Unterstützung der NRW-Stiftung modernisiert, im EG entsteht ein Kommunikations- und Seminarbereich, in dem der NABU Umweltbildung anbieten wird. Im 2. OG entstehen Räume für einige Bad Lippspringer Vereine, unter ihnen der Kolping-Musikverein.